# Karl-Heinz Bührer
Karl-Heinz Bührer (* 20. Oktober 1959 in Herbolzheim) ist ein ehemaliger deutscher Fußballspieler und heutiges Aufsichtsrat-Mitglied des SV Waldhof Mannheim.

## Karriere
Bührer begann beim SV Ottoschwanden mit dem Vereinsfußball. Später wechselte er zum Freiburger FC, wo auch seine Profilaufbahn begann. In der 2. Bundesliga Süd traf er von 1977 bis 1979 in 56 Spielen 20 Mal für die Freiburger. Ab 1979 bestritt er 125 Zweitligaspiele (27 Tore) bis 1983 und 182 Bundesligaspiele (42 Tore) von 1983 bis 1990 für den SV Waldhof Mannheim. Seine größten Erfolge mit den Waldhöfern waren der Bundesligaaufstieg 1983 und der sechste Platz in der Fußball-Bundesliga im Jahre 1985.
1990 bis 1992 spielte er für den 1. FC Pforzheim in der Oberliga Baden-Württemberg. Im ersten Jahr wurde man Meister; der Aufstieg konnte in den anschließenden Aufstiegsspielen jedoch nicht erreicht werden. Ab 1992 spielte er noch für den FV Weinheim 09, die Amateure des SV Waldhof und den ASV Feudenheim, wo er später auch als Trainer tätig war.
Karl-Heinz Bührer wurde 21 Mal in Jugendnationalmannschaften berufen und war davon bei 18 Spielen für die deutsche U18-Nationalmannschaft im Einsatz.

### Statistik
| Liga          | Spiele (Tore) |
| ------------- | ------------- |
| Bundesliga    | 182 (42)      |
| 2. Bundesliga | 182 (47)      |
| Wettbewerb    |               |
| DFB-Pokal     | 024 0(9)      |

## Nach dem Karriereende
Bührer betrieb eine Versicherungsagentur, ist seit Herbst 2024 in Rente. Zudem trainiert er Jugendspieler in der von Hans-Jürgen Boysen gegründeten Fußballschule Rhein-Neckar.
2022 wird Bührer zum ersten Mal in ein höheres Amt beim SV Waldhof Mannheim berufen. Die Mitgliederversammlung wählt ihn mit großer Zustimmung in den Aufsichtsrat des Vereins.